# Лиммонен, Йорма
Йорма Йоханнес Лиммонен (фин. Jorma Johannes Limmonen; 29 сентября 1934, Хельсинки — 27 ноября 2012, Хельсинки) — финский боксёр, бронзовый призёр летних Олимпийских игр 1960 года в Риме.

## Спортивная карьера
Являлся самым успешным финским боксёром на национальном уровне в середине 1950-х и 1960- х гг., став 10-кратным чемпионом Финляндии в трёх весовых категориях (наилегчайшем, легчайшем и полулёгком весах: 1953—1955, 1957—1960 и 1962—1964). На летней Олимпиаде в Риме (1960) завоевал бронзу в полулёгком весе, проиграв в полуфинале будущему чемпиону итальянцу Франческо Муссо. На летних Играх в Токио (1964) проиграл свой бой во втором раунде квалификации.
После токийской Олимпиады завершил карьеру и работал в качестве спортивного журналиста. В 2006 г. был введён в Зал боксёрской славы Финляндии.